# Râul Rușchița
Râul Rușchița este un curs de apă, afluent al râului Rusca din județul Caraș-Severin. Râul se formează la confluența brațelor Pârâul Padeșului și Pârâul cu Raci

## Hărți
- Harta Munții Poiana Rusca  Arhivat în 12 martie 2010, la Wayback Machine.
- Harta Județului Caraș-Severin